# SMNDC1
SMNDC1 (англ. Survival motor neuron domain containing 1) – білок, який кодується однойменним геном, розташованим у людей на короткому плечі 10-ї хромосоми. Довжина поліпептидного ланцюга білка становить 238 амінокислот, а молекулярна маса — 26 711.
| 10         |  | 20         |  | 30         |  | 40         |  | 50         |
| ---------- |  | ---------- |  | ---------- |  | ---------- |  | ---------- |
| MSEDLAKQLA |  | SYKAQLQQVE |  | AALSGNGENE |  | DLLKLKKDLQ |  | EVIELTKDLL |
| STQPSETLAS |  | SDSFASTQPT |  | HSWKVGDKCM |  | AVWSEDGQCY |  | EAEIEEIDEE |
| NGTAAITFAG |  | YGNAEVTPLL |  | NLKPVEEGRK |  | AKEDSGNKPM |  | SKKEMIAQQR |
| EYKKKKALKK |  | AQRIKELEQE |  | REDQKVKWQQ |  | FNNRAYSKNK |  | KGQVKRSIFA |
| SPESVTGKVG |  | VGTCGIADKP |  | MTQYQDTSKY |  | NVRHLMPQ   |  |            |

A: Аланін

C: Цистеїн

D: Аспарагінова кислота

E: Глутамінова кислота

F: Фенілаланін

G: Гліцин

H: Гістидин

I: Ізолейцин

K: Лізин

L: Лейцин

M: Метіонін

N: Аспарагін

P: Пролін

Q: Глутамін

R: Аргінін

S: Серин

T: Треонін

V: Валін

W: Триптофан

Кодований геном білок за функцією належить до фосфопротеїнів. 
Задіяний у таких біологічних процесах, як апоптоз, процесинг мРНК, сплайсинг мРНК, ацетилювання. 
Локалізований у ядрі.